# گوردخمه
گورْدَخمه (به انگلیسی: Rock-cut tomb) نوعی معماری صخره‌ای می‌باشد و فضایی است که در صخره‌ها، کوه‌ها یا تپه‌ها برای خاکسپاری درگذشتگان ساخته می‌شده‌ است. گوردخمه با دخمه تفاوت دارد. دخمه یا برج خاموشی مکانی است که بر فراز بلندی ایجاد می‌شد و کسی که درگذشته را در آنجا قرار داده می‌شد تا توسط حیوانات و پرندگان متلاشی شود. همچنین گوردخمه در زبان عامیانه گاه به‌طور هم‌معنی و مترادف با استودان نیز به کار گرفته می‌شود در حالی‌که این دو از لحاظ ساختاری با هم تفاوت دارند. کلمه استودان که از ترکیب واژه‌های «استو» به معنی استخوان و «دان» به معنی جایگاه تشکیل شده و محل نگهداری استخوان متوفیان بوده است. استودان‌ها در مقایسه با گوردخمه‌ها دارای ظاهر بسیار ساده‌تری بوده و ابعاد کوچکتری نیز دارند و در واقع حفره‌هایی هستند که برای نگهداری استخوان جان‌سپرده در داخل صخره‌ها ایجاد می‌شدند. در مقابل گور دخمه‌ها در اصل آرامگاه‌هایی بودند که در دل کوه و صخره کنده می‌شدند و شکل اتاقی دارند که یک یا چند گور در داخل آن‌ها تعبیه می‌شد. این فضاهای اتاقی شکل گاه جای کافی برای نشستن، قرار دادن اشیاء و برگزاری مراسم داشته‌اند. گور دخمه‌های متعددی از دوره‌های مختلف در ایران یافت شده‌اند که نمی‌توان آن‌ها را به شخص خاصی منسوب نمود. در مورد قدمت آن‌ها نیز اتفاق نظر وجود ندارد و نظرات متعددی در مورد سن آن‌ها ارائه شده‌است. در حالت کلی گوردخمه‌های ایران را می‌توان از لحاظ قدمت به سه دسته کلی گوردخمه‌های دوره مادها، دوره هخامنشیان و دوره پس از هخامنشیان دسته‌بندی نمود.
گوردخمه‌های زیادی از دوران پیش از ماد، در مناطق تحت نفوذ اورارتو (اطراف دریاچه وان در ترکیه امروزی) یافت شده است. به این ترتیب می‌توان نتیجه گرفت که گوردخمه‌ها بیش از آنکه ریشه و منشأ آشوری و مادی داشته باشند، به هنر معماری اورارتوها مرتبط هستند.

## مادها

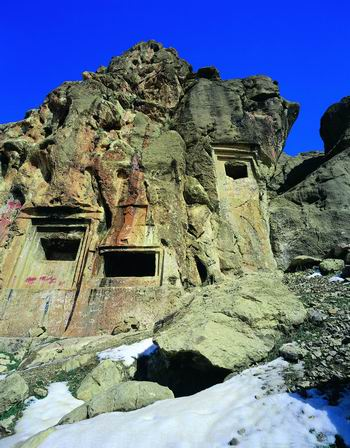
گوردخمه سکاوند

گوردخمه‌های یافت شده از دوران مادها نوع تکامل یافته هنر اورارتویی هستند؛ زیرا برخلاف گوردخمه‌های دوره اورارتو، اغلب دارای نقش‌برجسته و تزئینات معماری مانند ستون و نیم‌ستون بوده و بر اساس اهمیت فرد دفن شده و همچنین تاریخ ساخت، دارای نمای ورودی متفاوت هستند. برخلاف گوردخمه‌های هخامنشیان که صاحبانشان مشخص و معلوم هستند، گوردخمه‌های دوران ماد را نمی‌توان به شخص خاصی منسوب نمود. از طرفی به لحاظ مورد دستبرد قرارگرفتن در طول تاریخ، نمی‌توان در رابطه با چگونگی تدفین یا ماهیت اشیاء همراه مرده در گوردخمه‌های این دوره، اظهارنظر نمود. این گوردخمه‌ها بر اساس نمای ورودی به‌طور کلی به سه دسته مختلف تقسیم می‌شوند.
1. گوردخمه‌هایی که در نمای ورودی دارای ستون آزاد هستند. گوردخمه فخریگاه یا دخمه سنگی با شماره ثبت ملی ۲۸۸ (پانزده کیلومتری شمال شرقی مهاباد)، گوردخمه صحنه (۶۰ کیلومتری راه کرمانشاه به همدان در محل سراب صحنه) و گوردخمه دکان داود (نزدیکی سرپل ذهاب) از این جمله‌اند. گوردخمه صحنه که در تاریخ ۱۳۱۵/۱۰/۱۰ و با شماره ثبت ملی ۱۴۸ به ثبت رسیده‌است از جمله نادرترین گور دخمه‌های دوطبقه دوره مادها می‌باشد.[۴]
2. گوردخمه‌هایی که به‌جای ستون آزاد، در دوطرف نمای ورودی آن‌ها دو نیم ستون تزئینی در کوه کنده شده‌است. از این نوع گوردخمه‌ها می‌توان به گوردخمه دودختر یا دادور با شماره ثبت ملی ۲۹۹ (نزدیکی ممسنی استان فارس) و گوردخمه آخور رستم (هشت کیلومتری جنوب تخت جمشید اشاره کرد.
3. گوردخمه‌های ساده که فاقد ستون یا نیم‌ستون بوده و عمدتاً در منطقه کردستان یافت شده‌اند. گوردخمه سکاوند (پانزده کیلومتری هرسین کرمانشاه)، گوردخمه دیره (قریه دیره سرپل ذهاب) و گوردخمه سرخ‌ده (۱۹ کیلومتری گوردخمه سکاوند) از این جمله‌اند.

## هخامنشیان

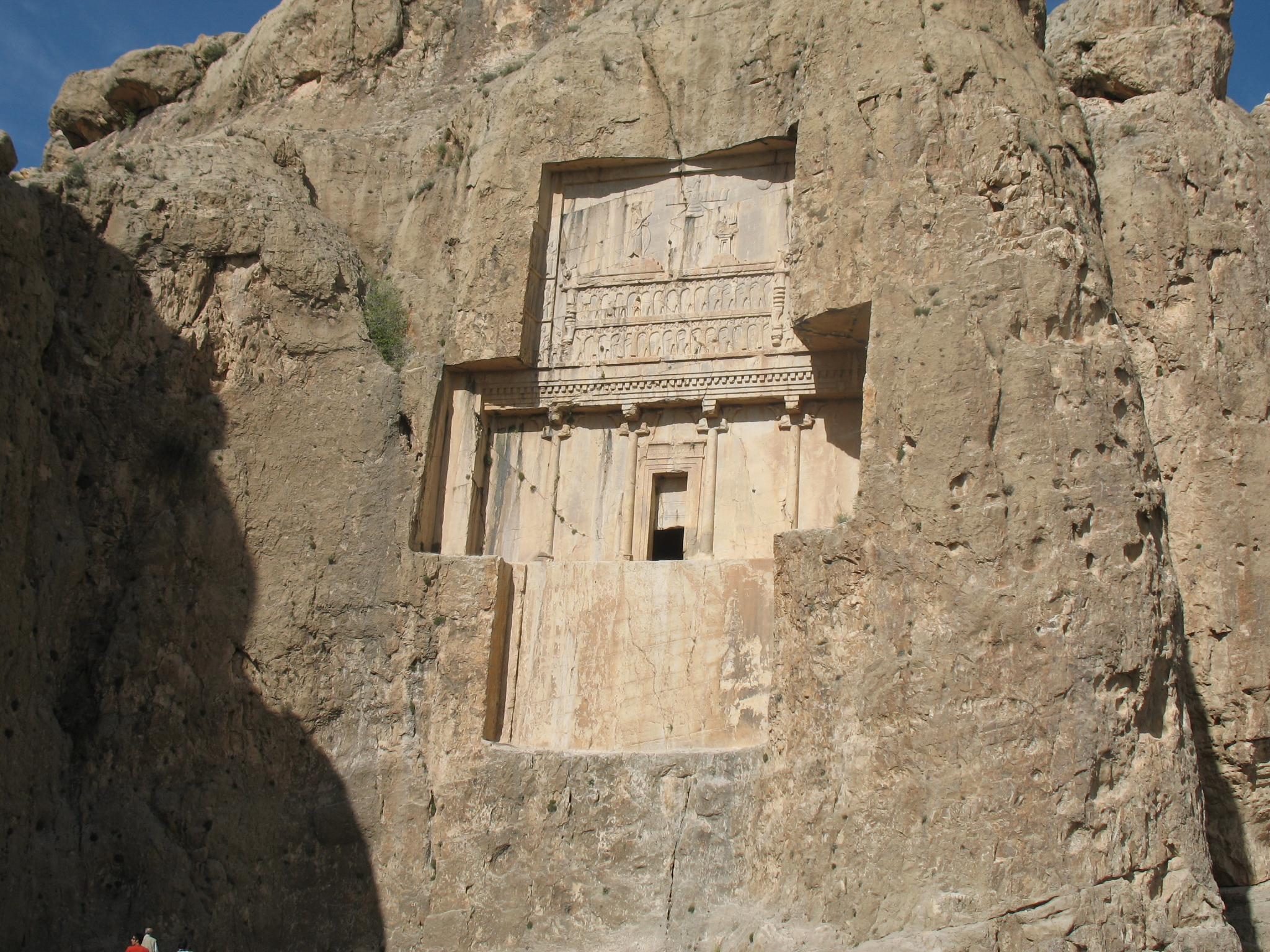
گوردخمه خشایارشا در نقش رستم

گوردخمه‌های هخامنشی برخلاف گوردخمه‌های مادها، شکلی یکسان داشته و طرحی از صلیب دارند. ورودی گوردخمه معمولاً در محل تلاقی دو خط صلیب واقع بوده و در اطراف آن بر روی خط افقی صلیب، نیم ستون‌هایی کنده شده‌است. بر قسمت بالایی صلیب شامل یک نقش برجسته ظریف و بخش پایینی آن معمولاً فاقد هر تزئینی بوده‌است. اغلب گوردخمه‌های هخامنشی در نقش رستم و نقش رجب متمرکز هستند.
نخستین نمونه این گوردخمه‌ها مربوط به داریوش بزرگ بوده و سایر نمونه‌ها از آن تقلید نموده‌اند. آخرین گوردخمه هخامنشی مربوط به داریوش سوم است که کار حجاری آن (ظاهرا با حمله اسکندر مقدونی به ایران) ناتمام مانده و فقط در قسمت بالای آن نقش شاه را در مقابل آتشدان نشان می‌دهد. تعداد قبور در گوردخمه‌های هخامنشی از دو قبر تا ۹ قبر متفاوت است.
با توجه به این واقعیت که داریوش سوم تنها شش سال حکومت کرد و با توجه به میزان حجاری ناتمام انجام شده در مقبره وی، به نظر می‌رسد که کار ساخت هریک از این گوردخمه‌ها بیش از ده سال به طول می‌انجامیده‌است.

## پس از هخامنشیان

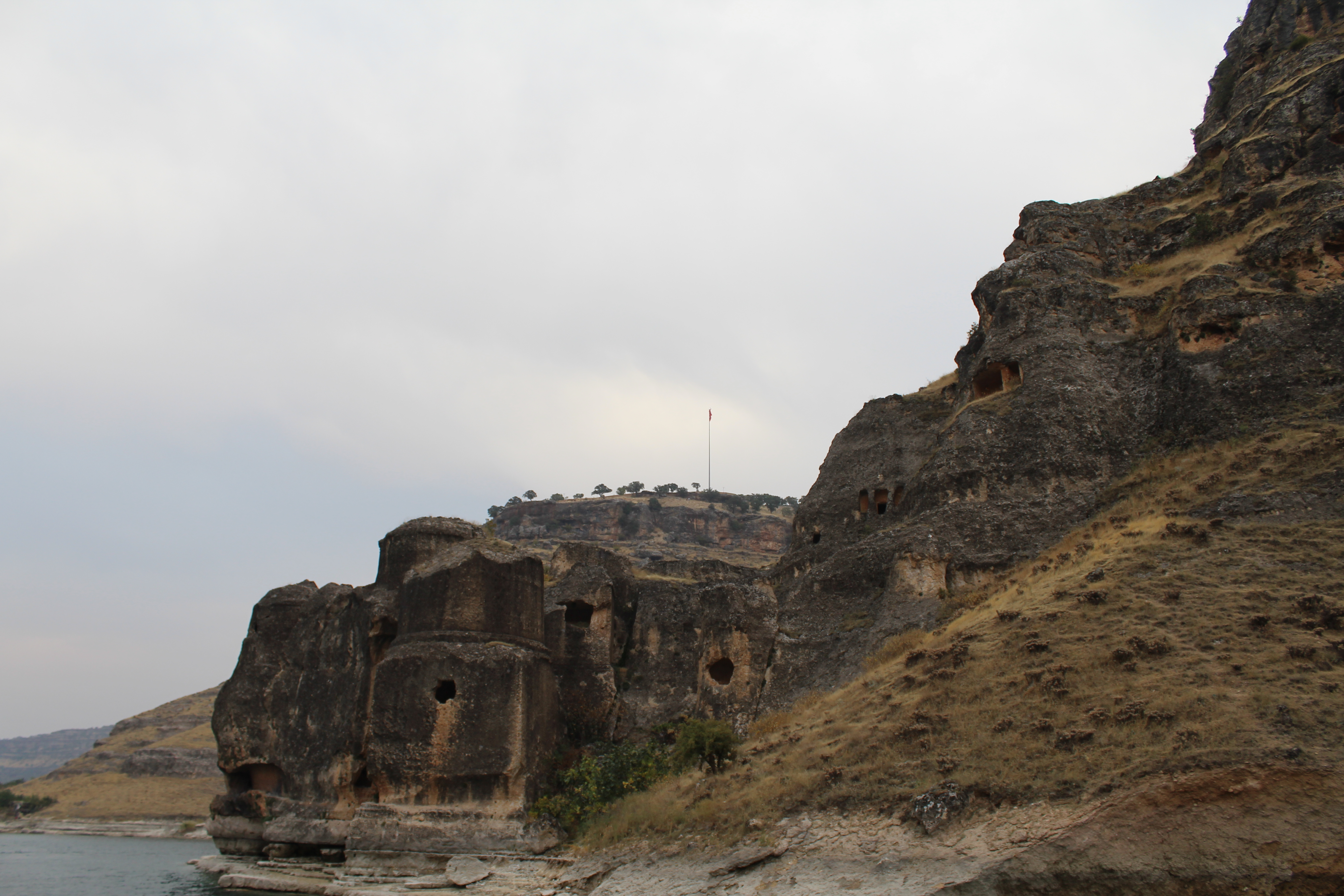
گوردخمه‌های اغیل (ترکیه)، متعلق به دودمان اشکانیان ارمنستان

با حمله اسکندر به ایران و پیدایش سلسله‌های سلوکیان و اشکانیان، نقش مذهب در سلطنت به‌کلی کمرنگ شد. سلوکیان یونانی (جانشینان سلوکوس یکم) بوده و مذهبی متفاوت با ایرانیان داشتند. منابع کافی در خصوص دین و مذهب اشکانیان نیز وجود ندارد. به گونه‌ای که گمان می‌رود آنان مختلف‌الدین بوده و مردگان خود را (برخلاف زرتشتیان) به طرق گوناگونی دفن می‌کرده‌اند؛ بنابراین از این دوران گوردخمه‌ای به شکلی که در دوران هخامنشیان یا مادها برای شاهان ساخته می‌شده، یافت نشده‌است. صرفاً دخمه‌های عمومی به دو شکل درون خاک و درون سنگ برای رعایای زرتشتی ساخته می‌شده و پس از قراردادن تعداد معینی از اجساد، در آن‌ها با سنگ و آهک مسدود می‌شده‌است.
با ظهور ساسانیان، مذهب زرتشتی در ظاهر مجدداً ارزش یافته و حتی دولت مرکزی در بخش‌هایی از کشور همچون مازندران، مهرپرستان را تحت فشار قرار داد؛ ولی با این وجود، ساخت گوردخمه‌های دوران هخامنشی دیگر رواجی نیافت و ساخت دخمه‌های عمومی تا قرنها پس از حمله اعراب به ایران ادامه پیدا کرد.
درحال حاضر هنوز در برخی مناطق ایران، به‌ویژه در غرب، گوردخمه‌ها برای خاکسپاری مرده‌گان استفاده می‌شود؛ مثلاً در خرم‌آباد برخی خانواده‌ها به‌جای ایجاد قبر تازه، مرده را در گوردخمه خانوادگی قرار می‌دهند که به آن لَحَک می‌گویند.

## محافظت
برای محافظت از گوردخمه‌های موجود در کشور، بجز ثبت ملی، عملاً هیچ اقدامی صورت نمی‌پذیرد. به گونه‌ای که قاچاقچیان اشیای عتیقه گاه با مواد منفجره اقدام به حفاری در این گوردخمه‌ها می‌کنند.